# العلاقات الإسواتينية المصرية
العلاقات الإسواتينية المصرية هي العلاقات الثنائية التي تجمع بين إسواتيني ومصر.

## مقارنة بين البلدين
هذه مقارنة عامة ومرجعية للدولتين:
| وجه المقارنة                                              | إسواتيني                                   | مصر           |
| --------------------------------------------------------- | ------------------------------------------ | ------------- |
| المساحة (كم2)                                             | 17.36 ألف                                  | 1.01 مليون    |
| عدد السكان (نسمة)                                         | 1.37 مليون                                 | 94.80 مليون   |
| الكثافة السكانية (ن./كم²)                                 | 78.92                                      | 93.86         |
| العاصمة                                                   | لوبامبا، مبابان                            | القاهرة       |
| اللغة الرسمية                                             | لغة إنجليزية، لغة سوازي                    | اللغة العربية |
| العملة                                                    | ليلانغيني سوازيلندي                        | جنيه مصري     |
| الناتج المحلي الإجمالي (بليون دولار)                      | 4.41 مليار                                 | 235.37 مليار  |
| الناتج المحلي الإجمالي (تعادل القوة الشرائية) بليون دولار | 11.13 مليار                                | 998.67 مليار  |
| الناتج المحلي الإجمالي الاسمي للفرد دولار أمريكي          | 3.20 ألف                                   | 3.61 ألف      |
| الناتج المحلي الإجمالي للفرد دولار أمريكي                 | 8.29 ألف                                   |               |
| مؤشر التنمية البشرية                                      | 0.531                                      | 0.690         |
| رمز المكالمات الدولي                                      | +268                                       | +20           |
| رمز الإنترنت                                              | .sz                                        | .eg، .مصر     |
| المنطقة الزمنية                                           | التوقيت القياسي لجنوب أفريقيا، ت ع م+02:00 | ت ع م+02:00   |

## منظمات دولية مشتركة
يشترك البلدان في عضوية مجموعة من المنظمات الدولية، منها:
| علم المنظمة | اسم المنظمة                               | تاريخ انضمام إسواتيني | تاريخ انضمام مصر |
| ----------- | ----------------------------------------- | --------------------- | ---------------- |
|             | مؤسسة التنمية الدولية                     | 22 سبتمبر 1969        | 26 أكتوبر 1960   |
|             | يونسكو                                    | 25 يناير 1978         | 22 يناير 1947    |
|             | وكالة ضمان الاستثمار متعدد الأطراف        | 18 أبريل 1990         | 12 أبريل 1988    |
|             | الأمم المتحدة                             | 24 سبتمبر 1968        | 24 أكتوبر 1945   |
|             | الاتحاد البريدي العالمي                   | ?                     | ?                |
|             | البنك الدولي للإنشاء والتعمير             | 22 سبتمبر 1969        | 27 ديسمبر 1945   |
|             | الاتحاد الدولي للاتصالات                  | 11 نوفمبر 1970        | 9 ديسمبر 1876    |
|             | مؤسسة التمويل الدولية                     | 22 سبتمبر 1969        | 20 يوليو 1956    |
|             | المركز الدولي لتسوية المنازعات الاستشارية | 14 يوليو 1971         | 2 يونيو 1972     |
|             | منظمة التجارة العالمية                    | ?                     | 30 يونيو 1995    |
|             | منظمة الشرطة الجنائية الدولية             | ?                     | 7 سبتمبر 1923    |
|             | الاتحاد الأفريقي                          | ?                     | 9 يوليو 2002     |
|             | البنك الإفريقي للتنمية                    | ?                     | 10 سبتمبر 1964   |

## وصلات خارجية
- موقع وزارة الخارجية المصرية